# 9. svibnja u Drugom svjetskom ratu
Drugi svjetski rat po nadnevcima: 9. svibnja u Drugom svjetskom ratu.

### 1945.
- Treći Reich potpisao kapitulaciju sa SSSR-om, u Hrvatskoj se obilježava kao spomendan, Dan pobjede nad fašizmom[1]